# Ana Roš Stojan
Ana Roš Stojan, slovenska kuharska mojstrica, * 31. december 1972, Šempeter pri Gorici
Je kuharska samoukinja, ki deluje kot šef kuhinje v restavraciji Hiša Franko v Kobaridu, vodi pa tudi nekatere druge projekte. Značilnost njene kuhinje so inovativne predelave tradicionalnih receptov iz Soške doline, pripravljene z lokalnimi sestavinami. Velja za eno najvidnejših kuharskih mojstric v slovenskem in tudi svetovnem merilu. 
Ob izdaji Michelinovega vodnika za leto 2023 je s Hišo Franko prejela še tretjo Michelinovo zvezdico, najvišji rang tega vodnika.

## Kariera
Med študijem diplomacije je spoznala nekdanjega partnerja Valterja Kramarja, čigar starša sta bila lastnika Hiše Franko, že takrat razmeroma dobro poznane restavracije. Po naključju sta se odločila za upokojitev ravno, ko je Ana Roš doštudirala, zato sta se s Kramarjem odločila ostati in prevzeti družinski posel. Sprva je skrbela za strežbo, Kramar pa je postal sommelier. Neuspešno je poskušala takratnega kuharja pripraviti do eksperimentiranja z jedmi, ko pa je ta odšel drugam, je prevzela kuhinjo. 
V dveh letih se je s pomočjo tašče in znanca izučila kuhanja do te mere, da je s svojimi stvaritvami pritegnila pozornost v širši regiji in nato še v svetovnem merilu. Leta 2010 so o njej pisali v italijanski kulinarični reviji Identità Golose, kmalu zatem pa je pričela dobivati vabila za gostovanje v vrhunskih svetovnih restavracijah in kuharskih prireditvah, kot sta Ikarus v Salzburgu in Gelinaz 'Grand Shuffle v New Yorku. Leta 2016 je bila predstavljena v televizijski seriji o vrhunskih kuharjih Chef's Table ameriške produkcijske hiše Netflix. 
Z gostinkama Katjo Kavčič in Vesno Čarman je nastopila v kratkem dokumentarnem filmu Drage moje tovarišice kuharice (r. Dušan Moravec, 2012).

## Nagrade in priznanja
Predsednik Republike Slovenije Borut Pahor ji je leta 2016 podelil jabolko navdiha. Leta 2017 je od Društva slovenskih turističnih novinarjev prejela kristalni Triglav za osebnost, ki je v letu 2017 prispevala največ k turistični prepoznavnosti Slovenije v svetu. Leta 2020, ob prvi izdaji Michelinovega vodnika po restavracijah za Slovenijo, je Hiša Franko prejela dve Michelinovi zvezdici in posebno nagrado za trajnostnost. Januarja 2017 je prejela naziv najboljše kuharske mojstrice na svetu, ki ga podeljuje akademija World's 50 Best Restaurants.

## Zasebno
Ima diplomo iz mednarodnih in diplomatskih ved Univerze v Trstu. Poleg materne slovenščine tekoče govori angleško, italijansko, francosko, hrvaško, špansko in osnove nemškega jezika.

### Družina
Njena starejša sestra je novinarka Maja Roš Kanellopulos. Njeni starši so pulmolog Bojan Roš in novinarka Katja Roš.
Z Valterjem Kramarjem ima dva otroka, Evo Klaro in Svita. Okrog leta 2020 se je njun partnerski odnos končal. Jeseni 2022 je spoznala Urbana Stojana in se z njim 1. januarja 2023 poročila, s Kramarjem pa ostaja v poslovnem partnerstvu.

## Kritike
Promocijski posnetek njenega pogovora s slovenskim premierjem Robertom Golobom ob prejemu tretje zvezdice je bil deležen negativnega odziva. Dnevnik je podvomil v trditev Roš Stojanove, da s tem ne izraža podpore Golobu, saj je ta posnetek objavila na svojem instagram profilu. Nekatere je zmotilo, da je Slovenija po pogodbi za leto 2022 in 2023 snovalcem Michelinovega vodnika plačala 880.600 evrov.